# Severian Yakymyshyn
Severian Stefan Yakymyshyn (ur. 22 kwietnia 1930 w Plain Lake, zm. 6 września 2021 w Vancouver) – kanadyjski duchowny Kościoła katolickiego obrządku bizantyjsko-ukraińskiego, bazylianin, w latach 1995–2007 eparcha New Westminster.
Święcenia prezbiteratu przyjął 19 maja 1955 jako członek zakonu bazylianów, udzielił ich mu bp Ivan Bucko, wizytator apostolski dla wiernych obrządku bizantyjsko-ukraińskiego w Europie Zachodniej. 5 stycznia 1995 został mianowany eparchą New Westminster. Chirotonii udzielił mu 25 marca 1995 Maksym Hermaniuk CSSR, biskup pomocniczy Manitoby, któremu towarzyszyli eparcha Edmonton Myron Michael Daciuk OSBM oraz eparcha Saskatoon Wasyl Feliwicz. W kwietniu 2005 osiągnął wiek emerytalny, wynoszący dla biskupów katolickich 75 lat. 1 czerwca 2007 przeszedł na emeryturę i został biskupem seniorem.